# مهلت یک ساله
مهلت یک ساله (به انگلیسی: I Give It a Year) فیلمی محصول سال ۲۰۱۳ و به کارگردانی دن مازر است. در این فیلم بازیگرانی همچون رز بیرن، ریف اسپال، آنا فاریس، سیمون بیکر، استیون مرچنت، مینی درایور، جیسون فلمینگ، الیویا کلمن، جین اشر، نایجل پلینر، کلر هیگینز ایفای نقش کرده‌اند.